# Mairipotaba
Mairipotaba là một đô thị thuộc bang Goiás, Brasil. Đô thị này có diện tích 460,975 km², dân số năm 2007 là 2209 người, mật độ 4,8 người/km².